# Stanisław Waligórski
Stanisław Waligórski (ur. 8 stycznia 1934, zm. 22 kwietnia 2020) – polski informatyk, dr hab.

## Życiorys

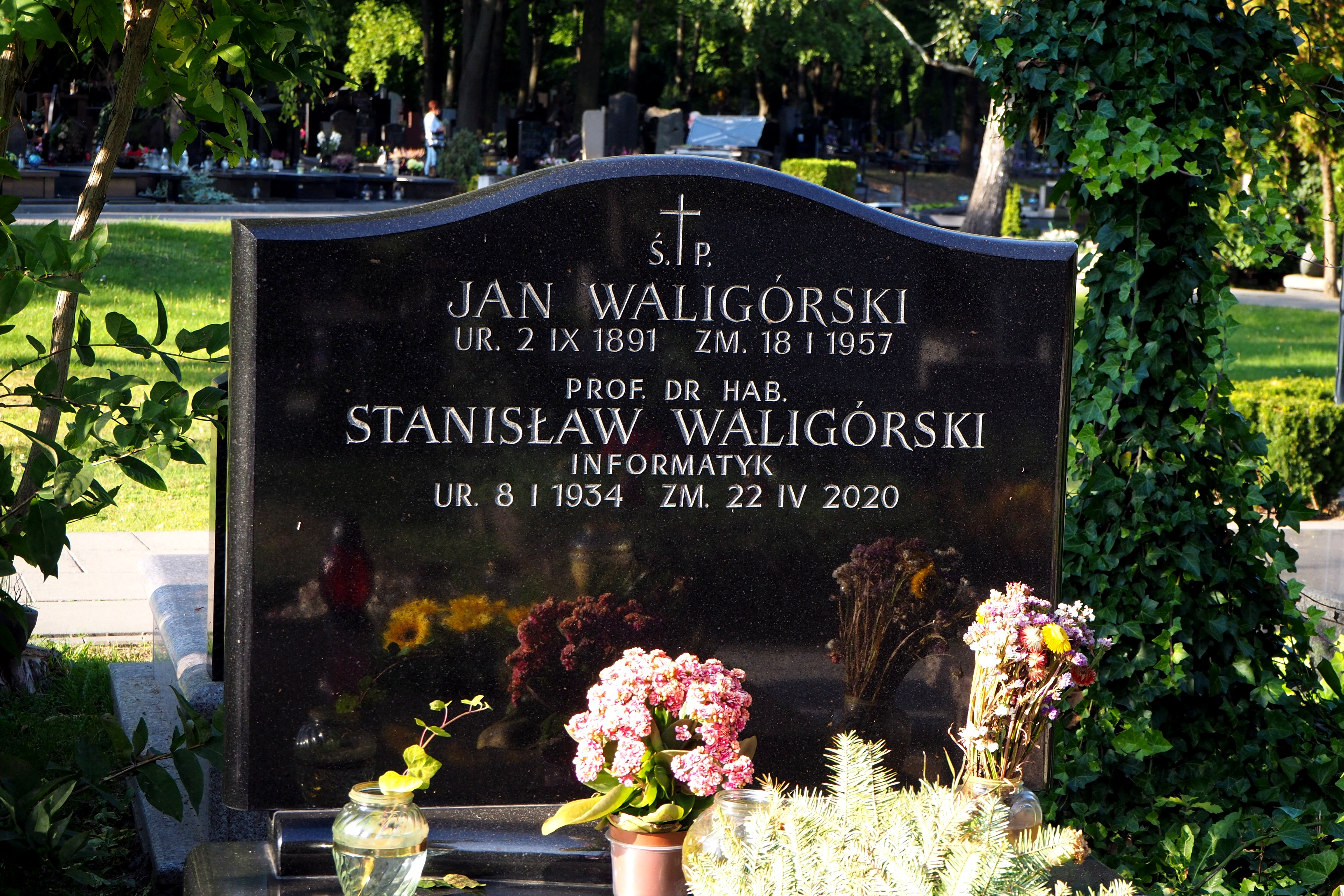
Grób prof. Stanisława Waligórskiego na Cmentarzu Wojskowym na Powązkach w Warszawie

10 października 1964 obronił pracę doktorską Równania w algebrach domknięć i ich zastosowania, następnie uzyskał stopień doktora habilitowanego. Został zatrudniony na stanowisku profesora w Instytucie Informatyki na Wydziale Matematyki, Informatyki i Mechaniki Uniwersytetu Warszawskiego oraz w Instytucie Automatyzacji Systemów Dowodzenia Wojskowej Akademii Techniczna im. Jarosława Dąbrowskiego.
Był współtwórcą Olimpiady Informatycznej, a także piastował stanowisko przewodniczącego Komitetu Głównego Olimpiady w edycjach I-VI.
Zmarł 22 kwietnia 2020. Pochowany na cmentarzu Powązki Wojskowe w Warszawie (kwatera HIII-2-33).